# اسب سفید پادشاه
اسب سفید پادشاه فیلمی به کارگردانی محمدحسین لطیفی و تولید سال ۱۳۹۳ می‌باشد.

## خلاصه داستان
فیلم دربارهٔ دختر جوانی به نام ماری است که پس از چند ماه از زندان آزاد می‌شود و در صدد یافتن نامزد خود بر می‌آید. او برای یافتن نامزدش و خروج از بحرانی که در زندگی گرفتار آن شده دست به دامان یاشار دوست سهیل می‌شود؛ اما طولی نمی‌کشد که در می‌یابد که سهیل در شرف ازدواج با دختر دیگری است …

## بازیگران
الناز شاکردوست، مجید یاسر، لیدا عباسی، علی طباطبایی، امیرعلی کاظمی، نیلوفر وهاب‌زادگان، نصرت میرعظیمی، فرهاد قائمیان و آیدا امیری و سامان امیری و‌ پانته‌آ سیروس در این فیلم بازی داشته‌اند.

## عوامل تولید
عوامل اصلی پروژه عبارتند از:
- تهیه‌کننده: محمدحسین لطیفی و مجید یاسر
- مدیر فیلمبرداری: ابراهیم غفوری
- طراح صحنه و لباس: محسن نوروزی
- طراح گریم: ایمان امیدواری
- مدیر تولید: عباس شوقی
- مدیر صدابرداری: بهروز شهامت
- صدابردار: سامان شهامت
- منشی صحنه: علیرضا فرحزادی
- عکاس و تصویربردار پشت‌صحنه: مهدیه لطیفی
- مدیر تدارکات: رضا جراحی و فرزاد سندی
- مجری گریم: میثم قراگزلو و مهسان خداکرمی
- مسئول لباس: ساناز قوامیان
- مدیر صحنه: حامد علیخانی